# Camille Pernon
Claude Pierre Étienne Camille Pernon est un fabricant de soie du XVIIIe siècle, né le 3 novembre 1753 au 6 quai de Retz à Lyon et mort le 3 décembre 1808 à Sainte-Foy-lès-Lyon. Son père, Etienne Pernon, était à la tête de la fabrique depuis le 11 août 1751. Sa femme, fort belle, avait été remarquée par Casanova, un aventurier vénitien qui venait renouveler sa garde-robe auprès de la famille de soyeux lyonnaise uniquement pour faire la cour à Madame Pernon mais qui payait à crédit.

## Biographie

### Ses débuts dans la fabrication
Dès 1771, alors que Camille Pernon avait 20 ans, son père l’envoya sur les routes d’Europe pour vendre les tissus de la maison : tout d’abord en Espagne puis à la cour de Pologne avant de se rendre à Saint-Pétersbourg où le jeune homme réussit à se faire présenter à Catherine II de Russie. Etant joli garçon, Camille Pernon aurait plu à l'Impératrice mais n’en aurait pas pour le moins perdu la raison et aurait pris congé après avoir rempli son carnet de commande. En 1783, la Grande Catherine le nomma même “agent de Sa Majesté l'Impératrice de toutes les Russies”.

### Son influence dans la maison de soyeux
Le 11 novembre 1779, à l’âge de 26 ans, Camille Pernon obtint son brevet de maîtrise. Son père le prit donc ensuite comme associé, restant ainsi encore quelques années au sein de la maison de soierie. Camille Pernon restait donc libre de faire de longs voyages au cours desquels il cherchait à vendre des soieries d’ameublement, il prenait des commandes vestimentaires destinées à l’aristocratie. Tout cela permettait d’alimenter les ateliers de broderies lyonnais très nombreux à l’époque. Grâce aux très bons collaborateurs dont il s’était entouré pour entretenir les relations qu’il avait établies à Saint-Pétersbourg, il fournit la Russie jusqu’en 1793. Cependant, la Maison Pernon ne semble pas avoir travaillé pour la cour française avant 1784. Les commandes s’enchaînèrent ensuite. La dernière commande enregistrée de Camille Pernon, destinée aux Tuileries, date de 1792 sous l’Ancien Régime alors que le roi était déjà emprisonné. Durant la Révolution Française, Camille Pernon était devenu suspect car il était fournisseur de l’aristocratie. Camille Pernon devint progressivement le fournisseur exclusif du Consulat puis de l’Empire jusqu’en 1807.

### Les progrès techniques
Camille Pernon entretenait de bonnes relations avec Philippe de la Salle qui venait de mettre au point le semple mobile, ne supprimant pas le tireur de lacs mais permettant de gagner du temps au cours du tissage des grands dessins. Camille Pernon avait bien conscience de la nécessité de faire évoluer le tissage. Il soutint d’ailleurs Jacquard en diverses occasions, principalement en testant ses premières mécaniques.

### Fonctions polyvalentes au sein de la société
- Élu à l'Académie de Lyon le 13 juillet 1800
- Membre de la société d'Agriculture
- Membre du Bureau consultatif du Commerce
- Administrateur du Conseil des Hospices civils
- Membre du Tribunat
- Nommé adjoint au maire de Lyon, Fay de Sathonay, en 1805 : Camille Pernon prend alors la défense du Syndicat des droits de la soierie et des corps de métier dépendants lors de la visite de l’Empereur à Lyon. Il contribua aussi à l’élaboration de la loi du 8 mars 1806 instituant les conseils de prud'hommes.
- Décoré de la Légion d'honneur[réf. nécessaire]

### Vie familiale
Camille Pernon ne s'est jamais marié. Cependant, il eut semble-t-il un fils naturel qu’il reconnut mais dont on perd la trace à Pondichéry, alors qu'il était parti faire du commerce.

### Collaborations et associations
Camille Pernon avait pour habitude de se rendre souvent à Paris. Le 1er février 1787, il monta une association qui dura 4 ans appelée “Pernon et Cie” dont le dépôt se trouve au 98 rue Cléry à Paris. En 1807, après d’autres tentatives d’associations de durées assez courtes, Camille Pernon s'associa à Henry Ravy à Lyon. Puis, fatigué par les malfaçons constatées lors de deux livraisons faites au Mobilier Impérial, il décida de céder sa participation aux frères Grand qui travaillaient déjà dans la maison.
À partir de 1800, il est fait membre de l'académie des sciences, belles-lettres et arts de Lyon. 

### Fin de vie
Camille Pernon mourut dans sa propriété de Sainte-Foy-lès-Lyon un an après, à la fin de l'année 1808, à l'âge de 55 ans. Deux générations de Grand lui succédèrent : Zacharie et Jean-Baptiste puis Paul Grand (1828-1891) qui prit la relève de son père et de son oncle à l'âge de seulement 24 ans. Père d’une fille unique, il cessa son activité en 1870 pour transmettre la maison de soyeux en 1871 à deux confrères déjà fabricants depuis quelques années : Tassinari et Chatel, auxquels il apporta un fonds d'archives inestimable.